# Юрков Ігор Володимирович
Ігор Юрков (народився 3 (16) липня 1902, Ярославль — помер 30 серпня 1929, Боярка) — російський поет-авангардист.

## Життєпис
Ріс у Гродненській і Холмській губерніях. Восени 1914 року родина переїхала до Чернігова.
Вірші писав з раннього дитинства, складав рукописні альманахи (одна сторінка з автографом тринадцятилітнього Юркова збереглася в родині).
У жовтні 1919 року, коли місто здобули денікінці, Юрков добровільно вступив у денікінську армію — але через півроку також добровільно перейшов до червоноармійців. З Червоною армією він дійшов до Астрахані. Воював у Азії, де захворів на туберкульоз.
У 1922 році демобілізувався й облаштувався в Києві, куди з Чернігова переїхали рідні. Там Юрков починає регулярно друкуватися (хоча перша публікація — вірш «У поле» — побачила світ ще 1919 року в журналі «Освіта» під псевдонімом Ігор Енде).
Часто буває в літоб'єднанні «Майна». Пізніше Юрков входить до групи АРП (Асоціація революційних письменників). Його постійно критикують — і в літературних гуртках, і в засобах масової інформації, — за переускладненість віршів, віддаленість від нової (радянської) реальності.
Юрков намагався друкувати власні твори в Москві, але безуспішно.
Єдину книгу «Вірша», що вийшла за тиждень до його смерті, він устиг потримати в руках, але поставився до неї посередньо: вірші були відібрані довільно й надруковані з перекручуваннями.
30 серпня 1929 року він помер у Боярці під Києвом від туберкульозу, там же і був похований. Його могила, що згодом зрівнялася з землею, знаходиться на краєчку найстарішого в Боярці кладовища. Її досі ніяк не позначено.